# IPhone 6
Ајфон 6 и ајфон 6 плус покренула је, дизајнирала и произвела компаније Епл (Apple). Ови уређаји представљају паметне телефоне, који су само један део серије ајфон телефона компаније Епл. Представљени су 9. септембра 2014 године, а продаја је почела 19. септембра 2014. године. Ајфон 6 и ајфон 6 плус наследници су модела ајфон 5ц и ајфон 5с.
ајфон 6 и ајфон 6 плус донесе велики број измена у односу на њихове претходнике, укључујући моделе са већим дисплејима од 4.7 и 5.5 инча (120 и 140 милиметара), бржи процесор, боља камера, унапређене ЛТЕ и Ви-Фи конекције и подршка за оближње комуникационе системе за плаћања путем мобилних телефона.
У првих 24 сата поручено је четири милиона ајфон 6 смарт телефона, а у прва 3 дана продато је преко десет милиона ајфон 6 и ајфон 6 плус модела што је поставило нови Еплов рекорд у продаји нових модела из њихове серије нових уређаја.

## Историја
Од лансирања првих модела ајфон телефона дисплеји су били величине 3.5 инча, што је знатно мање од њихових конкурената. Последње промене величине дисплеја дошле су са серијом ајфон 5 смарт телефона. Његови непосредни наследници (ајфон 6) задржали су исту ширину екрана, али је промењена дужина дисплеја, чиме су добили величину дисплеја од 4 инча по дијагонали. Након Епловог губитка на тржишту смарт телефона, већ у јануару 2014. предложена је производња нове ајфон серије (ајфон 6 плус) са величином дисплеја од 4.7 инча до 5.5 инча по дијагонали. Извештај у току представљања нове серије ајфон 6 и ајфон 6 плус смарт телефона указивала је да Епл треба да убаци у свој систем нови начин електронског плаћања путем мобилних телефона као што су већ користили његови конкуренти на Андроид платформама. Такав систем само је мало дорађен и унапређен због тога што је на Андроид платформама био слабо коришћен и лоше прихваћен од стране корисника.
Ајфон 6 и ајфон 6 плус званично су представљени на конференцији за новинаре у Флинт центру за извођачке уметности у Купертину, Калифорнија 9. септембра 2014. године. На представљању нове ајфон 6 серије, поред телефона представљени су и други продукти Епл компаније. Представљен је нови Еплов систем мобилног плаћања и продукт из области паметне одеће укључујући Епл паметни сат.
Ајфон 6 и ајфон 6 плус званично је пуштен у продају 19. септембра 2014. а резервисање телефона почело је 12. септембра 2014. године. Цена ајфона 6 у почетку била је 649 америчких долара, а почетна цена ајфона 6 плус била је 749 америчких долара. У Кини ајфон 6 је представљен 19. септембра због детаља који нису били спремни и проблема приликом издавања дозвола од стране Министарства индустрије због тога што је претпостављено да нови систем ИОС 7 може нарушити системе кинеске безбедносне агенције, како налаже кинеска национална телевизија.
У августу 2015. године, Епл је признао да серија ајфон 6 плус телефона може имати проблема са камером, тако да слике могу изгледати мутно или замагљено. 9. септембра 2015. године прекинута је производња ајфона 6 и ајфона6 плус у 128 GB верзији. Док је покренута производња оба модела из шесте серије у златној и сивој варијанти са 16 GB и 32 GB.

## Спецификације

### Хардвер
Дизај ајфона 6 и ајфона 6 плус утицали су на дизајн Ајпед Ејр. Предњи део обложен је стаклом који је закривљен по ивицама екрана, а задњи део израђен је од алуминијума са две пластичне траке које представљају антену. Оба модела производе се у златној, сребрној и сивој варијанти. Ајфон 6 има дебљину од око 6,9 мм (0.27 инча), док ајфон 6 плус има дебљину 7,1 mm, (0.28 инча). Ајфон је овиме представио своју најтању серију телефона. Ајфон 6 и ајфон 6 плус знатно су тањи од својих претходника ајфон 5Ц и ајфон 5С.
Ајфон 6 и ајфон 6 плус имају знатно побољшан дисплеј за разлику од својих претходника, користећи "Ретина ХД дисплеј" и ојачани су користећи "ИОН ојачавајући систем". Ајфон 6 од 4.7 инча користи резолуцију 16:9 са 1334х750 пиксела по инчу, док ајфон 6 са 5.5 инча користи 1920х1080 (1080п) дисплеј. Ајфон 6 и ајфон 6 плус имају дисплеј дизајниран и конструисан тако да се сваки пиксел лепо види без обзира на угао гледања. Ова техника побољшава угао гледања и коришћења телефона на дневној светлости.
Због физичке величине ајфона и ајфона 6 плус дизајн је прилагођен корисницима тако што је дугме за паљење померено са стране за разлику од претходника који су имали дугме за паљење на врху телефона. Овиме се поједноставило коришћење телефона и прилагодило за руку човека. Ајфон 6 има батерију од 1810 мили ампера, а ајфон 6 плус има батерију од 2915 мили ампера. За разлику од својих претходника ајфон 6 серија има побољшану камеру, која је мало испупчена и није у равни са задњом камером. Камере користе посебан дуал-кор процесор од 1.4 гигахерца (АРМ в8).
Оба модела имају Еплов А8 систем-он чип, и М8 копроцесор који представља надоградњу на М7 чип из ајфона 5с. Основна разлика између М8 и М7 чипа је у томе да М8 такође укључује барометар за мерење промена у висини. Фил Шилер гарантује да ће А8 чип у односу на 5с, обезбедити повећање од 25% у перформансама процесора, 50% графичких перформанси као и мање загревање уређаја. Рани извештаји сугеришу да ће перформансе А8 графичког процесора отргнути од претходних генерација, удвостручујући учинак у сваком новом издању освојивши 21204.26 у Басемарку икс у односу на 20253.80, 10973.36 и 5034.75 које су освојили ајфон 5с, ајфон 5 и ајфон 4с.
Проширено ЛТЕ повезивање је на ајфону 6 и ајфону 6 плус побољшана на ЛТЕ Адванцед, уз подршку више од 20 ЛТЕ бендова (7 више него на ајфону 5с), и до 150 Мбит/с брзине скидања и ВоЛТЕ подршком. Ви-Фи перформансе су побољшане подршком за 802.11ац спецификације, пружајући брзине до 433.0581 Мбит/с, што је до 3 пута брже у односу на 802.11н. Ајфон 6 и ајфон 6 плус имају подршку за неар-фиелд комуникацију (НФЦ), која се користи искључиво за Епл-Пеј, нови мобилни платни систем који ће омогућити корисницима да сачувају своје кредитне картице у књижицу за онлајн плаћања и малопродајне куповине преко НФЦ система. Подршка за НФЦ је ограничен само на Епл-Пеј, и не може се користити у друге сврхе (као што је дељење садржаја са другим корисницима ајфона).
Иако је задржао 8 мегапиксела, задња камера ајфона укључује нови сензор који, попут камере ајфона 5с има 1,5 микрон пиксела, ф/2.2 сочиво које има способност да снима 1080п видео на 30 или 60 фрејмова у секунди. Камера такође може снимати и успорени снимак на 120 или 240 фрејмова по секунди. Камера на ајфону 6 плус је готово идентична, али додатносадржи стабилизацију слике. Предња камера такође има нови сензор, која поржава непрекидни и ХДР режиме.

### Софтвер
Када су први пут објављени ајфон 6 и ајфон 6 плус, они су у себи имали иОС 8 оперативни систем, док су ајфон 5 и ајфон 5с у себи имали иОС 7. Ајфон 6 серија доноси знатно побољшање величине екрана и бољи рад са апликацијама због тога што на један екран може стати знатно више информација. Ајфон 5 и 5ц немају ту опцију док ајфон 5с има опцију скалабилности за употребу апликација које користи ајфон 6 и ајфон 6 плус. Како би повећали функционалност телефона са великим екранима компанија Епл је на ајфон 6 серију телефона применила нови систем управљања, увели су опцију дуплог брзог притиска на Почетно "Хоме" дугме, које нас на тај начин притиснут води на сам врх екрана или половину или крај странице, у зависности од тренутне позиције.

## Прихваћеност
Оба ајфон Модела су у почетку добијала само позитивне критике од стране корисника. Ре-Код је на насловној страни објавио "Најбољи паметни телефон који можете купити". ТехРадар похвалио је дизајн ајфона 6 у односу на остале моделе, и похвалио повећање трајања батерије у односу на ајфон 5 серију. Лошије критике ајфон серије 6 биле су то што су антена траке биле израђене од пластике на полеђини телефона сматрајћи да је она доста нарушила естетику ајфона 6. Али и те лоше критике поправљене су похвалама за јако квалитетну и добру камеру. Многи критичари имали су лоше коментаре упућене ајфон 6 моделу због тога што има идентичан дисплеј као и ХТЦ ОНЕ нови модел, а разлика у цени је знатно већа, али у своју одбрану компанија Епл изнела је податке о густини пиксела коју поседује њихов модел ајфона 6 која је знатно већа и квалитетнија од осталих конкурентских фирми и њихових модела. Закључак би био да је ајфон 6 само још један у низу паметних телефона представљених од стране компаније Епл. Ајфон 6 сматра се одличним, паметним, прелепим телефоном. Ајфон 6 је само модел паковања многих постојећих идеја у један прелепо дизајниран телефон.

## Проблеми
Ајфон 6 и ајфон 6 плус имају доста проблема везаних за хардвер:

### Савијање кућишта
Недуго након пуштања у продају, објављено је се кућиште ајфона 6 и ајфона 6 плус савија под притиском, чак и када се налази у џепу корисника. Вест за овај проблем се веома брзо раширила међу корисницима путем друштвених мрежа. Студија Извештаја потрошача открила је да су ајфон 6 и ајфон 6 плус за нијансу издржљивији од ХТЦ Оне, али знатно мање издржљивији од осталих тестираних телефона.
Епл је на ове оптужбе одговорио, наводећи да су имали само девет притужби у вези са тим проблемом, као и да је кривљење кућишта при нормалном коришћењу веома ретко. Компанија тврди да су ајфон 6 и ајфон 6 плус прошли тестове издржљивости како би се уверили да ће бити поуздан у свакодневној употреби. Компанија је касније дала могућност замене уколико се утврди да је савијање није било намерно.
Акел Телзеров, главни уредник немачког часописа Компјутер Билд, објавио је 1. октобра 2014. године видео у коме је указао на проблем са кућиштем. Компанија Епл му је због тога забранила приступ будућим Епловим догађајима и да више неће добијати уређаје за тестирање од стране те компаније. Телзеров је након тога честитао Еплу на новој серији ајфона иако неки од њих имају проблем са кућиштем, али и нагласио да је дубоко разочаран због недостатка поштовања те компаније.

### Кидање косе
9то5Мац објавио је 3. октобра 2014. године пост тврдећи да се одређени корисници ајфона 6 и ајфона 6 плус жале на друштвеним мрежама да им је телефон покидао косу када би приликом јављања или прекидања позива примакли или одмакли телефон уху. Твитер корисници тврде да је шав између стакла екрана и алуминијума на задњој страни ајфона 6 крив и да коса остаје ухваћена у њему.

### Перформансе складиштења
Неки корисници пријавили су да 64 и 128 GB верзија ајфон 6 модела имају проблеме са перформансама, док 128 GB верзија ајфон 6 плус модела се у ретким случајевима сам рестартује. Бизнис Кореја је објавила да проблеми имају везе са троструким слојем ћелија НАНД складиштењем. Троструки слој ћелија може да складишти 3 бита података по ћелији и јефтинији је у односу на двослојне ћелије, по цену слабијих перформанси. Епл је планирао да одређене линије модела замени са претходним системом вишеслојног блица. И тиме реши питање перформанси постојећих модела за будући ИОС апдејт.

### Проблеми са камером код ајфона 6
Што се тиче квалитета камере на ајфон моделу 6, било је пријављени да је оптичка стабилизација слике система на неким моделима ајфона 6 у квару, сто значи да ако приликом сликања немате савршено мирну руку, слика ће вам бити мутна или таласаста. На стабилизацију слике утицао је 3 слој објектива камере, који је магнетно деловао и утицао на остале процесе обраде слике. Епл компанија објавила је вести корисницима да магнетни материјали из објектива камере утичу на мутну слику и квалитет слике.
Дана 21. августа 2015. године, Епл је покренуо програм за сервисирање ајфон 6 плус модела објављених у периоду од Септембра 2014. до Јануара 2015. родине, наводећи да је неисправна задња камера на погођеним моделима и да може изазвати мутне слике.
Поједини модели ајфона 6 и ајфона 6 плус имали су проблеме са померањем предње камере. То се догађало зато што се заштитна пена која је држала камеру фиксирану, отпустила приликом производње. Компаније Епл обећала је свим купцима који су купили телефоне у периоду производње са таквом грешком, да ће им телефоне заменити без потребе за новчаном надокнадом.

### "Грешка 53"
Уколико је хоме, почетно главно дугме модификовано или поправљено од стране трећег лица, уређај ће успоставити безбедносне провере у вези тач ИД протокола, због безбедности информација процес поправке оваквог дугмета може вршити само овлашћено лице од стране Епла. У недостатку ове провере онемогућавају се све функције хоме почетног дугмета. Такви резултати понекад су доводили до онемогућавања коришћења дугмета.
Пријављено је такође да проверавањем преко интернета коришћењем И-тјунса доводи уређај у неповратну петљу и ако корисник захтева ажурирање података добија поруку која резимира грешку софтвера и исписује грешку 53. Проблем је настао у недовољном објашњењу при исписивању овакве грешке где није објашњено како се може поправити оваква грешка или мора да се мења цео уређај.
Дана 18. фебруара 2016. године, Епл иОС 9.2.1 печ, преко и-тјунса која се бави овим питањем, Епл је признао да се грешка 53 заправо односи на дијагностичке провере идентитета, и подударање тач ИД хардвера пре него што је уређај изашао из фабрике.